# پشه‌خوار حنایی
پشه‌خوار حنایی (نام علمی: Conopophaga lineata) نام یک گونه از تیره پشه‌خوار است.